# インドの財閥
インドの財閥は、インドの経済で大きな役割を果たしている。それぞれの財閥は各分野の企業を傘下に持っている。財閥はイギリス統治時代から存在し、特権を持っていた。インドには相続税が存在しないので、財閥は国から保護されているとも言える。

## 財閥の一覧

### 大財閥
- タタ財閥（Tata Group） - 一枚岩の財閥。パールシー系。
  - タタ・モーターズ
  - タタ・スチール
  - タタ・コンサルタンシー・サービシズ
  - タタ・パワー
  - タタ・ティー
- ビルラ財閥（Birla Group）  - 相続の問題により現在複数の財閥により構成されている。
  - アデティヤ・ビルラ財閥（Adhitya Birla Group） - ビルラ財閥の中で最も大きい
    - ヒンダルコ・インダストリーズ
    - グラシム・インダストリーズ

  - BKビルラ財閥（The G.P - C.K Birla Group）
    - Birla Technical Services
    - Kesoram Industries Ltd.
    - ヒンドゥスタン・モーターズ

  - Yash Birla Group
- リライアンス財閥（Reliance Group） - 相続の問題により現在二つの財閥により構成されている。
  - リライアンス・インダストリーズ - 兄ムケシュ・アンバニが相続した。
  - リライアンス・ADA・グループ - 弟アニル・アンバニが相続した。

### 中財閥
- ターパル財閥（Thapar Group）
  - Avantha Group -
  - クロンプトン・グリーブス - 電機会社
  - BLIT - インド最大の製紙会社
  - The Pioneer - The Pioneer Daily

- マヒンドラ財閥（Mahindra Group）
  - マヒンドラ&マヒンドラ（Mahindra & Mahindra Limited ） - マヒンドラ・ルノー

- バジャージ財閥（Bajaj Group）
  - バジャージ・オート - 二輪車
  - Force Motors - 四輪車

- ヒーロー財閥（Hero Group）
  - ヒーロー・モトコープ

- キルロースカル財閥（Kirloskar Group）
  - Toyota Kirloskar Motors Ltd ( TKML )

- エッサール財閥（Essar Group）

- ゴードレージ財閥（Godrej Group） - 創業者のひとり、ピーロージシャー・ゴードレージがパールシー系コミュニティーのメンバーだった。

- DCMシュリーラーム財閥（DCM Shriram Group）
  - Hindustan Computers

- ジンダル財閥(Jindal Group)
  - Jindal Steel and Power Limited (JSPL)
  - JSW Steel Limited

- ミッタル財閥
  - アルセロール・ミッタル（旧アルセロール社とミッタル・スチール社が合併） - 世界最大の鉄鋼企業

- ラーセン&トゥブロ財閥（Larsen & Toubro Limited）
  - Larsen & Toubro Infotech
  - Larsen and Toubro Infrastructure Finance Company Limited

- アダニ財閥
  - アダニ・エンタープライズ（英語版）
- マルチ・スズキ・インディア